# Kiskassa
Kiskassa (Duits: Kascha) is een plaats (község) en gemeente in het Hongaarse comitaat Baranya. Kiskassa telt 286 inwoners (2001).